# Kanton Nanterre-Nord
Kanton Nanterre-Nord (fr. Canton de Nanterre-Nord) je francouzský kanton v departementu Hauts-de-Seine v regionu Île-de-France. Tvoří ho severní část města Nanterre.